# ابن عرس جبلي
ابن عرس جبلي (الاسم العلمي: Mustela altaica)(بالإنجليزية: Mountain Weasel)‏ هو نوع من الحيوانات يتبع جنس ابن عرس من فصيلة العرسيات. يعيش أساسًا في المناطق المرتفعة، فضلًا عن التندرا الصخرية والغابات العشبية. ينام ابن عرس الجبلي في شقوق الصخور وجذوع الأشجار والجحور المهجورة لحيوانات أخرى. نطاق انتشار هذا النوع غير معروف تمامًا، لكنه وجد في أجزاء من آسيا من كازاخستان والتبت وجبال الهيمالايا إلى منغوليا.